# Викиншка уметност
Викиншка уметност, често називана и нордијска уметност, развијала се на територији Скандинавије од краја 9. – 11. века где су Викинзи делом као пирати или трговци, делом као освајачи и државотворци, ово полуострво заузимали и ту били настањени.

## Стилови у викиншкој уметности
Говорећи о уметности, првенствено мислимо на резбарије у дрвету, особито цењене код Викинга, и орнаменте израђене од метала (бронзе, сребра, злата), то је у правом смислу примењена уметност јер је налазимо на предметима за свакодневну употребу и декорацију. 
Викинзи су користили врло живе боје, како у текстилу, тако и у архитектури, те резбаријама свих врста у свим материјалима. Текстил је бојен помоћу биљних боја, камен и дрво различитим природним пигментима, а боја код метала добивала се употребом различитих метала.
Иако су зооморфни орнаменти најраширенији, примјећују се бројни мотиви преузети од народа с којима су имали контакте.
Може се неколико стилова разликовати у викиншкој уметности.
- У 9. веку појављује се стил закачених животиња. Тај се стил одликује фигурама животиња које се међусобно испреплићу, боре и гризу стварајући драматичне призоре препуне динамике.
- стил Броа, назван према налазишту Броа у Готланду у Шведској.
- стил Боре, према месту Боре у Вестфолду у Норвешкој, наликује стилу закачених животиња, али га карактеризира један додатак − животиње имају уши налик онима у Микија Мауса, а цели дизајн поприма облик троугла те добива оквир.
- стил Јелинге, према Јелинге у Данској, развија приказ животиња из профила и то у тракастом облику, он се развија у следећи,
- стил Мамен
- у Норвешкој се у 11. веку. развија стил Рингерике. За њега је карактеристична појава биљних орнамената, но још увијек доминирају мотиви тракасто обликованих животиња.
- стил Урнес добио је име према дрвеној цркви из 11. века. Чини се да се развио из претходног стила, а доминантан је био између 1050. и 1150.
- стил рунског камења у Шведској пандан је претходном стилу.

Последњи одјеци викиншке умјетности су рунски записи на каменим стенама и резбарије у дрвету у хришћанским црквама (биле су углавном изграђене од дрвета, које је и данас у Скандинавији најзахвалнији грађевински материјал).
Након христијанизације у 11. веку превласт преузима романски стил с доминацијом биљних орнамената.
Викиншки домети у златарству и сребрнарству били су изузетни, чак се упоређују са данашњом филигранском израдом, и када узмемо у обзир да су мајстори тада предмете израђивали без помоћи чак и наочала!
Викиншка уметност је појава уметности дивљег и авантуристичког народа. То су рафиниране плетенице у које су се умешали фантастични митови и легенде и ту се огледају у богатом и хладном духу. И ако су се у Скандинавији сви хранили пољопривредом њихов дух је тежио за морепловством и за ратовима који су у њиховим животима много значили. У Валхалу северно небо могли су ступити само хероји.
Из ископина сазнајемо да њихове ниске и масивне куће, њихове алатке, познато нам је њихово оружје а што је интересантно имамо и писане податке. Све до данас су нам остале скандинавијске песме и њихове саге које су писане већ у хришћанско доба.

## Скандинавијски стил, његова оригиналност и утицаји
У гвоздено доба се у северној европи развијао животињски стил орнаменталног карактера и у њему су били утицаји југа, истока и запада. Скандинавијски укус се особено развијао и користио се различитим мотивима. Тако је јако обљубљен мотив била животиња, али јако стилизована тако да често није ни препознатљива. Некада се то односи на дивљег вепра а по некада може да личи на коња али у већини случајева је управо животиња повод за уметничко стварање.
По некада нам се чини да су стварање орнамента једини циљ али се ту може запажати да су ту присутне жеље да се одреде сакривене идеје и мисли и ова уметност је преузеле форме и карактер уметности из блиског истока иако ту постоје властите карактеристике и ова се уметност развија у посебан стил.
Туђи утицаји из римске уметности су се ту манифестовали ка традиционалним мотивима и мешали са мотивима месних уметника. Скандинавски уметници су били у додиру са келтима и од њих су преузели многе мотиве као што су крстови и медаље, спирале и сл. И овим мотивима су додане животиње и ту се јавља посебвна смеса стилова.
Развој северњачког стила се може пратити из Вастерготланда у Шведској где се могу видети редови украса као животињских глава са великим очима, маске и друго. Јавлају се и троглави богови као код Келта, двоглаве животиње, кентаури, људи са животињским главама и змије.
Северњаци су се дивили римској уметности и тежили су да је имитирају. Из римске абецеде је створено ново писмо а на основу римских новчића ковали су своје украсе и накит. Мотиви су били као и у римских кованица али су добијали нове карактеристике као што су претварање римске главе у јахача који је добио воловске рогове као знакове моћи. Мађарска која је имала сличне мотиве вероватно је ту послужила као узор.
У Венделу у Шведској су откривени гробови викиншких начелника који су били сахрањивани заједно са својим женама, накитом оружјем и бродовима. Ту су биле сахрањиване селе династије. Главни ликовни елеменат у оквиру венделског стила је плетеница која се по принципу северњачког стила спаја са животињским мотивима у којим се добро разликује само глава између многих кривих линија. Ове животиње су убрзо добијале и крила и стил је постајао атрактивнији и сложенији.

## Митови и саге у фигуралној уметности
На острву Готланду, познатом трговинском центру су чудни тесани надгробни споменици од којих има највише из викиншког царства. Њих терба одвојити од римских споменика и мозаика и митови и саге дају им посебан печат. Тако на гробу из Тенгалгерда је представљен бој у којем је пао један херој, и он лежи са својим коњем и над њим се надносе женски крилати ликови који се спремеју да га однесу. У доњем делу херој јаши на Одиновим коњима са осам ногу. Коначно долази у царство блаженства где га дочекује жена са рогом за пиће. Сасвим доле се налази брод на коме се налазе мушкарци који нисе штитове. На дугим местима је представљан живот Викинга код куће.
У Осберу можемо наћи слике скандинавијских митова. Ту се налазе фигуре жена са пресећим главама које су наоружане копљима и са мушкарцима који су повешени на дрвећу.
На гробу својих родитеље краљ Харалд је поставио стелу на којој је написано да је он завео хришћанство и ујединио Данску и Норвешку. На другој страни стеле је лав који ратује са змијом и Христ на крсту који је опклопљен плетеницама са митским значењима.